# Area Vasta Mobilità

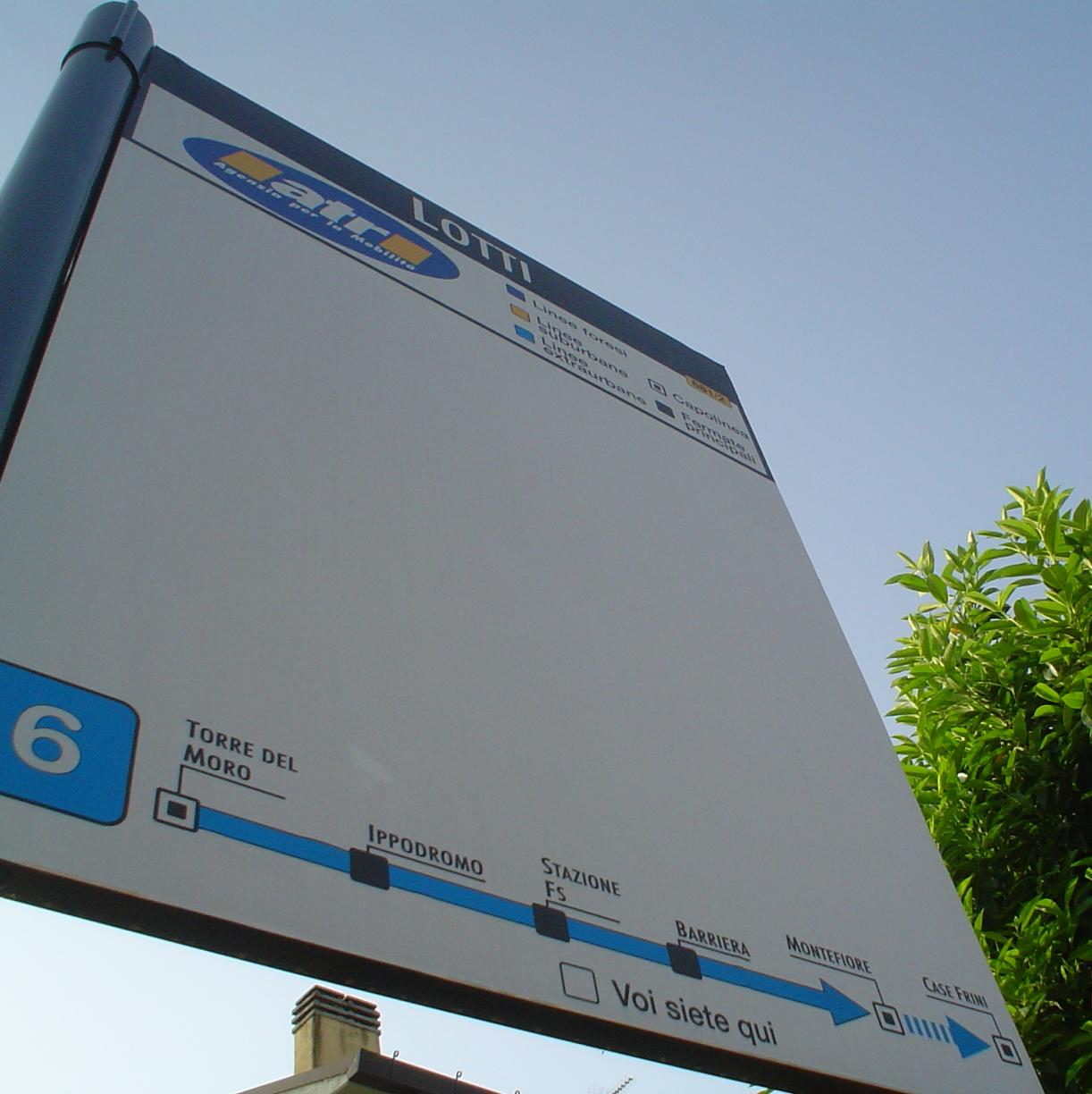
Una fermata dell'autobus a Case Frini, Cesena

AVM (sigla di Area Vasta Mobilità), fino al 2009 ATR, era un'azienda di trasporto pubblico operante nella provincia di Forlì-Cesena.

## Storia

### Prodromi
Nel 1975 fu fondato il Consorzio ATR col sostegno delle allora amministrazioni provinciali di Ravenna e Forlì, nonché dei comuni ricompresi nel loro territorio, per l'erogazione dei servizi di linea extraurbani e successivamente di quelli urbani di Forlì e Cesena.
Negli anni novanta ATR subì un vistoso ridimensionamento territoriale delle sue attività: da un lato, le amministrazioni ravennati scelsero di creare un proprio ente preposto al trasporto pubblico, ATM; dall'altro, la nascita della provincia di Rimini portò a sua volta alla cessione delle linee operanti nell'area riminese.
Nel 1995, in occasione del ventennale della fondazione del consorzio, ATR abbandonò il suo vecchio logo. Fu l'inizio di un radicale cambiamento organizzativo che culminò nel 1998 con la presentazione delle nuove reti urbane di Forlì e Cesena (con una revisione dei percorsi e un aumento delle corse) e con la creazione della rete urbana di Cesenatico, volta soprattutto alla gestione dei flussi turistici estivi.
Nel 2001, in ottemperanza alla normativa regionale, ATR è stata divisa in due entità: da una parte a E-bus s.p.a. resta l'erogazione effettiva del servizio di trasporto; dall'altra ATR diventa Agenzia per la mobilità, cioè ente responsabile della pianificazione generale della mobilità urbana e dell'assegnazione degli appalti per i servizi previa gara pubblica.

### Fondazione della società e fusione in Start Romagna
Il 22 aprile 2009 nasce AVM Area Vasta Mobilità s.p.a. dalla fusione per incorporazione da parte della controllante società E-bus delle società Setram e Saces.
Dal 1º gennaio 2012, infine, si unì con ATM Ravenna e Tram Servizi Rimini nella nuova società Start Romagna, dopo che il capitale azionario era stato ceduto a quest'ultima nel 2010.